# 记忆…封存
《記憶…封存》，是美国电子音乐二人组老菸槍雙人組的首张录音室专辑，于2017年4月7日由破坏者唱片和哥伦比亚唱片发行。 发行之前推出的单曲〈巴黎〉和〈如此而已〉（与酷玩樂團合作），这两首单曲都进入了多个全国排行榜的前十名。专辑发行后，音乐评论家对这张专辑的评价褒贬不一。这张专辑以221,000张专辑等效单位在美国公告牌二百强专辑榜中排名第一，其中166,000张是纯专辑销量。

## 背景

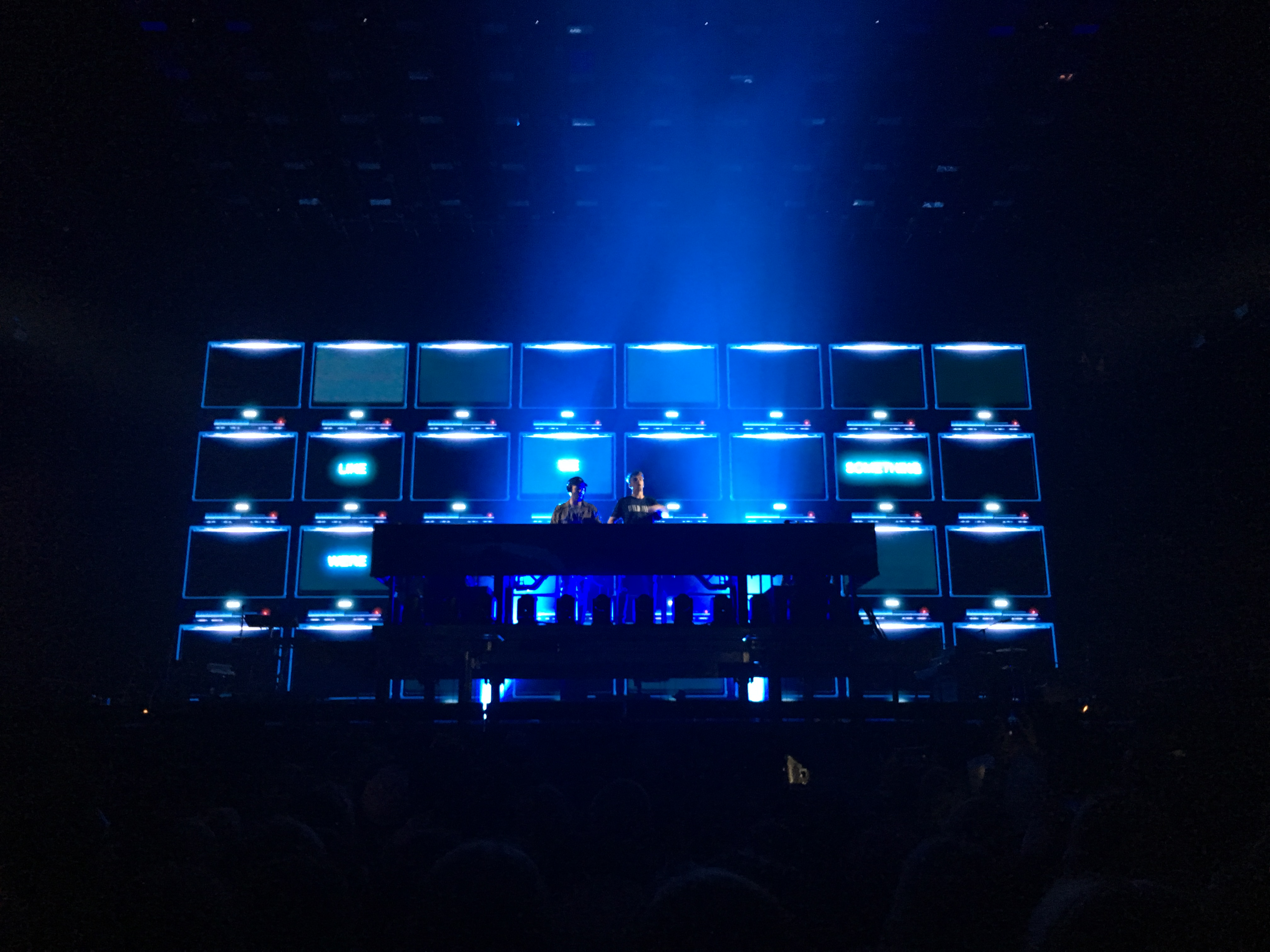
Chainsmokers在美国航空竞技场的“回忆”表演。

酷玩樂團的克里斯·馬汀首先在推特上发布了这张专辑，促使Chainsmokers确认了它。 在对二人组的格莱美红地毯采访中透露，他们的专辑名称将被命名为记忆…不要打开，并将于4月7日发布，就在他们开始同名巡演之前。正如在采访中看到的那样，塔格特在透露专辑的发行日期后犹豫不决，然后问帕尔是否应该说出来。然而在帕尔回答“不，但没关系”之前， 塔格特便说：“我们准备好了。我们有一张完整的专辑；这将是惊人的。它将于4月7日发布，我应该这么说吗？”

## 首发歌曲
主打单曲《Paris》于2017年1月13日发行。领先单曲在告示牌百强单曲榜中获得多项认证。
与英国另类摇滚乐队酷玩乐队合作的第二支单曲《Something Just Like This》于2017年2月22日与专辑预购一同发布。这首单曲在告示牌百强单曲榜上排名第3。2017年3月18日当周，《Something Just Like This》、《Paris》和《Closer》同时进入告示牌百强单曲榜的前10名，使Chainsmokers成为第三个三首单曲同时进入前10名的团体。 

## 外界评价
在Metacritic上，该专辑满分100分的评分，根据八条评论，这张专辑获得了43分的平均分数，表明“褒贬不一”。 《观察家报》的达米安·莫里斯(Damien Morris)给出了2/5的评价，称该乐队的音乐“令人难忘但完全令人难忘”，将这张专辑与美国总统唐纳德特朗普进行比较，“肤浅，总是出卖它的影响力，带有一种三年级的词汇和清空钱包的野心。”在《娱乐周刊》中，巴里·沃尔特斯 (Barry Walters) 强调了二人组的商业成功，将他们的风格描述为“流畅、中速、几乎易听”，但认为这听起来“好像你在播放广播而不是一个单曲专辑”。他认为《Break Up Every Night》是唯一的dancing单曲，而“其他单曲基本上是带有节拍的民谣——像是没有反省的现代化的莫比。” 
| 綜合得分             | 綜合得分 |
| 來源                 | 評分     |
| -------------------- | -------- |
|                      | 4.3/10   |
|                      | 43/100   |
| 評論得分             |          |
| 來源                 | 評分     |
| AllMusic             | [ 18 ]   |
| Entertainment Weekly | C+       |
| Financial Times      | [ 20 ]   |
| The Observer         | [ 21 ]   |
| Pitchfork            | 4.2/10   |
| Rolling Stone        | [ 23 ]   |
| Slant Magazine       | [ 24 ]   |
| Spectrum Culture     | [ 25 ]   |
| The Times            | [ 26 ]   |